# 片岡清一
片岡 清一（かたおか せいいち、1911年（明治44年）7月23日 - 1999年（平成11年）2月26日）は、日本の政治家。自由民主党衆議院議員。富山県砺波市出身。

## 来歴・人物
東京帝国大学法学部政治学科卒業後、内務省に入省。東京府属。砺波市長を務めた後、1969年の第32回衆議院議員総選挙に松村謙三の後継者として旧富山2区から出馬するも落選。続く1972年の第33回衆議院議員総選挙にて初当選（当選同期に小泉純一郎・加藤紘一・山崎拓・石原慎太郎・三塚博・村岡兼造・保岡興治・瓦力・越智通雄・野田毅・深谷隆司など）。以後連続当選6回。自民党内では中曽根康弘派に属し、1988年12月発足の竹下改造内閣で郵政大臣に任命され、初入閣（当時77歳5か月）。同内閣の高辻正己、丹羽兵助、坂元親男とともに明治生まれの国務大臣としては最後の任命者であった。1989年6月郵政大臣を退任。1990年政界引退。
1999年2月26日心不全のため死去。享年89（87歳没）。

## 栄典
- 1989年 - 勲一等瑞宝章受章[3]